# Miss Italia 1984

Rosalba Reggio (Miss Calabria), Susanna Huckstep (al centro) e Angela Calderini (Miss Umbria)

Le concorrenti dell' edizione 1984

Miss Italia 1984 si è svolta a Salsomaggiore Terme in tre serate, dal 31 agosto al 2 settembre 1984. Il concorso è stato condotto da Andrea Giordana, e trasmesso in diretta da Salsomaggiore Terme su Canale 5, con la direzione artistica di Enzo Mirigliani e l'organizzazione di Mirigliani con la collaborazione del gruppo Fininvest. La giuria presieduta da Dino Risi ha incoronato la vincitrice del concorso, la quindicenne Susanna Huckstep di Trieste.

## Risultati
| Titolo           | Concorrente            |
| ---------------- | ---------------------- |
| Miss Italia 1984 | - – Susanna Huckstep   |
| Miss Eleganza    | - – Fabrizia La Femina |
| Miss Cinema      | - – Emi Nava           |

## Concorrenti
La lista è composta dalle ragazze che parteciparono alle finali di Salsomaggiore e al concorso di Bellezza "Ragazza in Gambissime" svoltasi a San Benedetto del Tronto.
01) Emilia Cucciniello (Selezione Fotografica Lazio)

02) Teresa Tuciolo (Miss Gambissime Valle d'Aosta)

03) Eleonora Ventriglia (Miss Veneto)

04) Rosa Maria Borghese (Selezione Fotografica Lazio)

05) Lucia Totto (Selezione Fotografica Puglia)

06) Teresa Arcuri (Selezione Fotografica Basilicata)

07) Domenica Cascio (Selezione Fotografica Sicilia)

08) Vesna Peracino (Selezione Fotografica Piemonte)

09) Sabrina Magrinello (Miss Bella dei Laghi)

10) Meris Malavasi (Selezione Fotografica Emilia)

11) Fabrizia Gatti (Selezione Fotografica Romagna)

12) Melania Mengoni (Selezione Fotografica Marche)

13) Roberta Orlandi (Selezione Fotografica Marche)

14) Antonietta Temperini (Selezione Fotografica Abruzzo)

15) Barbara Jasson (Selezione Fotografica Lazio)

16) Manuela Scargiali (Selezione Fotografica Lazio)

17) Katia Foresto (Miss Cinema Calabria)

18) Marina Lo Verde (Miss Cinema Sicilia)

19) Luana Mendolia (Selezione Eleganza Piemonte)

20) Alessandra Cacciabue (Selezione Eleganza Liguria)

21) Claudia Possenti (Selezione Eleganza Emilia)

22) Valentina Mori (Selezione Eleganza Romagna)

23) Sonia Burgazzi (Selezione Eleganza Toscana)

24) Silvia Scardala (Selezione Eleganza Lazio)

25) Viviana Di Corato (Selezione Eleganza Puglia)

26) Tania Sorrentino (Selezione Eleganza Calabria)

27) Graziella Comis (Selezione Eleganza Sicilia)

28) Leila Cattalini (Selezione Fotografica Lombardia)

29) Claudia Rambaudi (Selezione Fotografica Liguria)

30) Sabrina Salerno (Miss Liguria)

31) Rosalba Reggio (Miss Calabria)

32) Gabriella Botta (Miss Sicilia)

33) Silvia Delgiudice (Miss Sardegna)

34) Monica Peracino (Miss Cinema Piemonte)

35) Cinzia Catania (Miss Cinema Lombardia)

36) Antonella Panza (Miss Cinema Liguria)

37) Roberta Zanin (Miss Cinema Friuli Venezia Giulia)

38) Stefania Parise (Miss Cinema Toscana)

39) Mara Cappelli (Miss Cinema Lazio)

40) Paola Salvucci (Miss Cinema Marche)

41) Cristina Ciulli (Miss Cinema Abruzzo)

42) Elena D'Atri (Miss Cinema Puglia)

43) Paola Mari (Miss Cinema Basilicata)

44) Liliana Casagrande (Miss Piemonte)

45) Elisabetta Romano (Miss Trivento)

46) Giulietta Venneri (Miss Emilia)

47) Milena Laghi (Miss Romagna)

48) Rita Alfonzi (Miss Marche)

49) Serena Cirillo (Miss Molise)

50) Angela Calderini (Miss Umbria)

51) Irene Carestia (Miss Lazio)

52) Giovanna Menna (Miss Campania)

53) Monica Turso (Miss Gambissime Piemonte)

54) Marilena Zedda (Miss Gambissime Liguria)

55) Carla Fabiola Dell'Oro (Miss Gambissime Lombardia)

56) Anna Maria Frosio (Miss Gambissime Lombardia)

57) Michela Nazzi (Miss Gambissime Friuli Venezia Giulia)

58) Arianna Librafesso (Miss Gambissime Trivento)

59) Dina Candia (Miss Gambissime Trentino Alto Adige)

60) Chiara Spolaone (Miss Gambissime Emilia)

61) Franca Mongiello (Miss Gambissime Romagna)

62) Cinzia Bacciardi (Miss Gambissime Toscana)

63) Angela Turco (Miss Gambissime Molise)

64) Monica Petrini (Miss Gambissime Umbria)

65) Gea Ursino (Miss Gambissime Roma)

66) Elisabetta Dalicandro (Miss Gambissime Lazio)

67) Elisabetta Di Meco (Miss Gambissime Lazio)

68) Antonella Marotta (Miss Gambissime Campania)

69) Rosa Stallone (Miss Gambissime Puglia)

70) Franca Asciutto (Miss Gambissime Calabria)

71) Ildegarda Marrone (Miss Gambissime Sicilia)

72) Beatrice Papi (Miss Gambissime Sardegna)

73) Marion Fessi (Miss Gambissime Austria)

74) Jika Burato (Miss Gambissime Cecoslovacchia)

75) Sophye Berger (Miss Gambissime Francia)

76) Christoffersen Hanne (Miss Gambissime Norvegia)

77) Nicoletta Toso (Miss Gambissime Fotografia)

78) Stefania Dall'Olio (Miss Gambissime Fotografica)

79) Isa Trussardi (Miss Gambissime Fotografia)

80) Tiziana Vairolati (Miss Gambissime Fotografia)

81) Bezz Filly (Miss Gambissime Fotografia)

82) Stefania Bianchi (Miss Gambissime Fotografia)

83) Cristina Giulietti (Miss Gambissime Italia)

84) Lydie Denier (Miss Gambissime Internazionale)

85) Helena Sanson (Ragazza Ok)

86) Susanna Huckstep (Miss Friuli Venezia Giulia)

87) Fabrizia La Femina (Miss Cinema Roma)

88) Emi Nava (Miss Lombardia)